# Jan Ekiert
Jan Ekiert (ur. 1907 w Komborni, zm. 20 kwietnia 1993 w Paryżu) – polski malarz postimpresjonistyczny i abstrakcjonistyczny, 
Wychowywał się w sierocińcu oo. Michalitów w Miejscu Piastowym, tam poznawał malarstwo za sprawą ucznia Jana Matejki, Jana Narcyza Korybuta Daszkiewicza. 19 września 1939 dostał się do niewoli i w czasie II wojny światowej przebywał w obozach jenieckich. Po wojnie trafił do Francji gdzie studiował m.in. w Académie de la Grande Chaumière. Był związany z Paryżem i emigracją powojenną. Jego prace były często wystawiane w paryskich galeriach. W 1962 roku został wyróżniony nagrodą paryskiej Kultury. Miał pracownię w Montmartre. W 1984 współpracę z nim nawiązało Muzeum Historyczne w Sanoku, które organizowało jego wystawy, a w 1985 artysta przekazał placówce wiele swoich prac. Ponadto obecnie jego prace znajdują się we francuskich i polskich kolekcjach (m.in. Muzeum Sztuki w Łodzi, Muzeum Narodowe Ziemi Przemyskiej w Przemyślu).
Jego żoną była także malarka, Eleonora Reinhold (zm. 1984).
Reprodukcje prac Jana Ekierta wydrukowano w tomiku poezji Janusza Szubera pt. Śniąc siebie w obcym domu z 1997.